# Baltic Princess
Baltic Princess — грузо-пассажирский RoPax-паром, построенный в Финляндии по заказу компании Tallink в 2008 году. Используется на линии Турку — Лонгнес/Мариехамн — Стокгольм. Второй из серии паромов класса Galaxy. Однотипное судно Baltic Queen введено в эксплуатацию в 2009 году.

## История
Судно было заказано в 2005 году и его стоимость составляла 165 млн евро. Спуск судна на воду и церемония его крещения состоялась 6 марта 2008 г. в Хельсинки. Крёстной матерью судна стала дочь коммерсанта Айна Ханшмидта Ева Ханшмидт. 12 июня начались ходовые испытания. Строительство парома закончилось 10 июля и уже 15 июля судно сменило Galaxy на линии Таллин—Хельсинки, который в свою очередь был переведён на линию Турку — Мариехамн — Стокгольм вместо Silja Festival.

## Фотогалерея

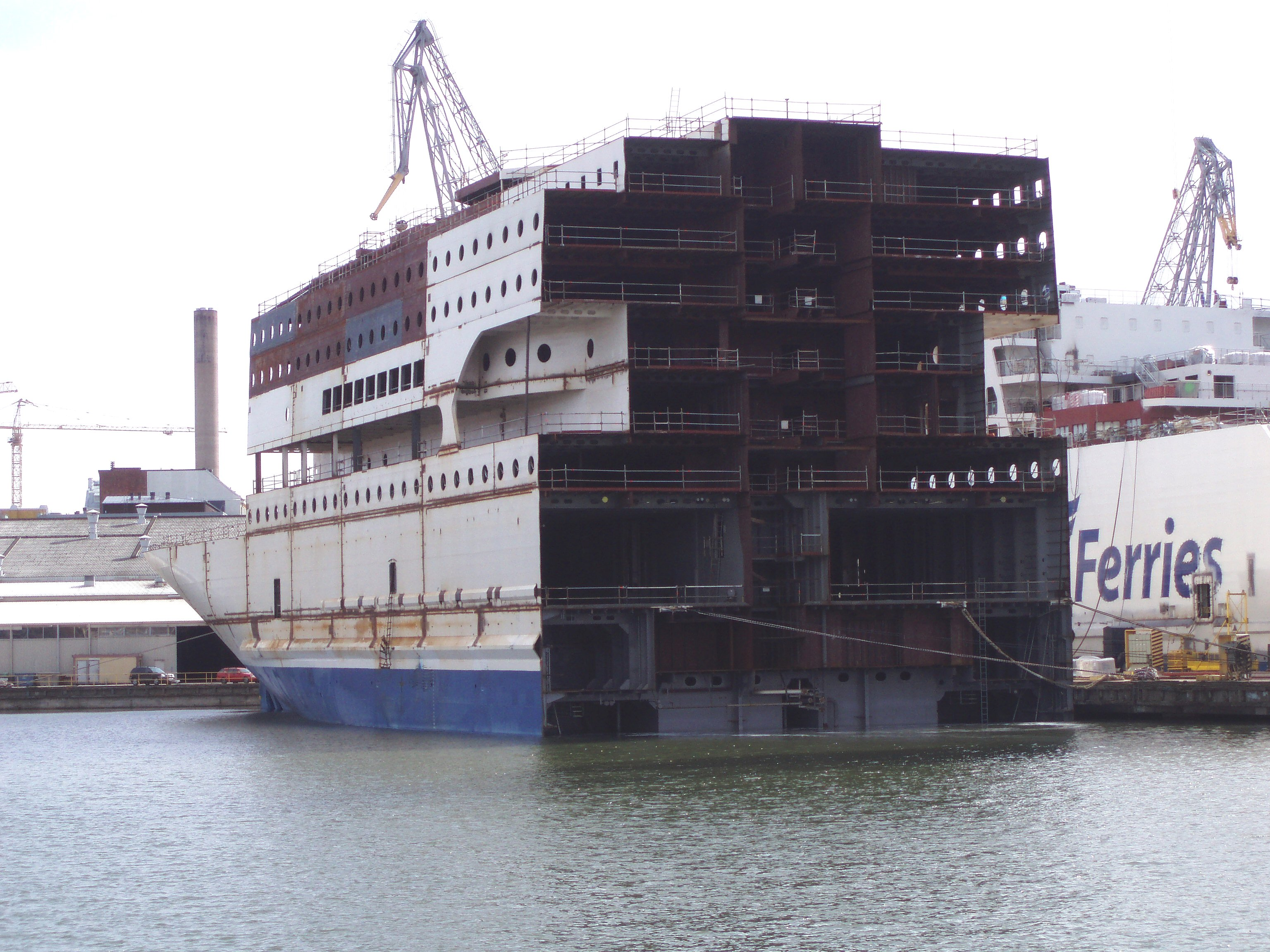
Ещё под заводским номером NB 1361 или Galaxy II
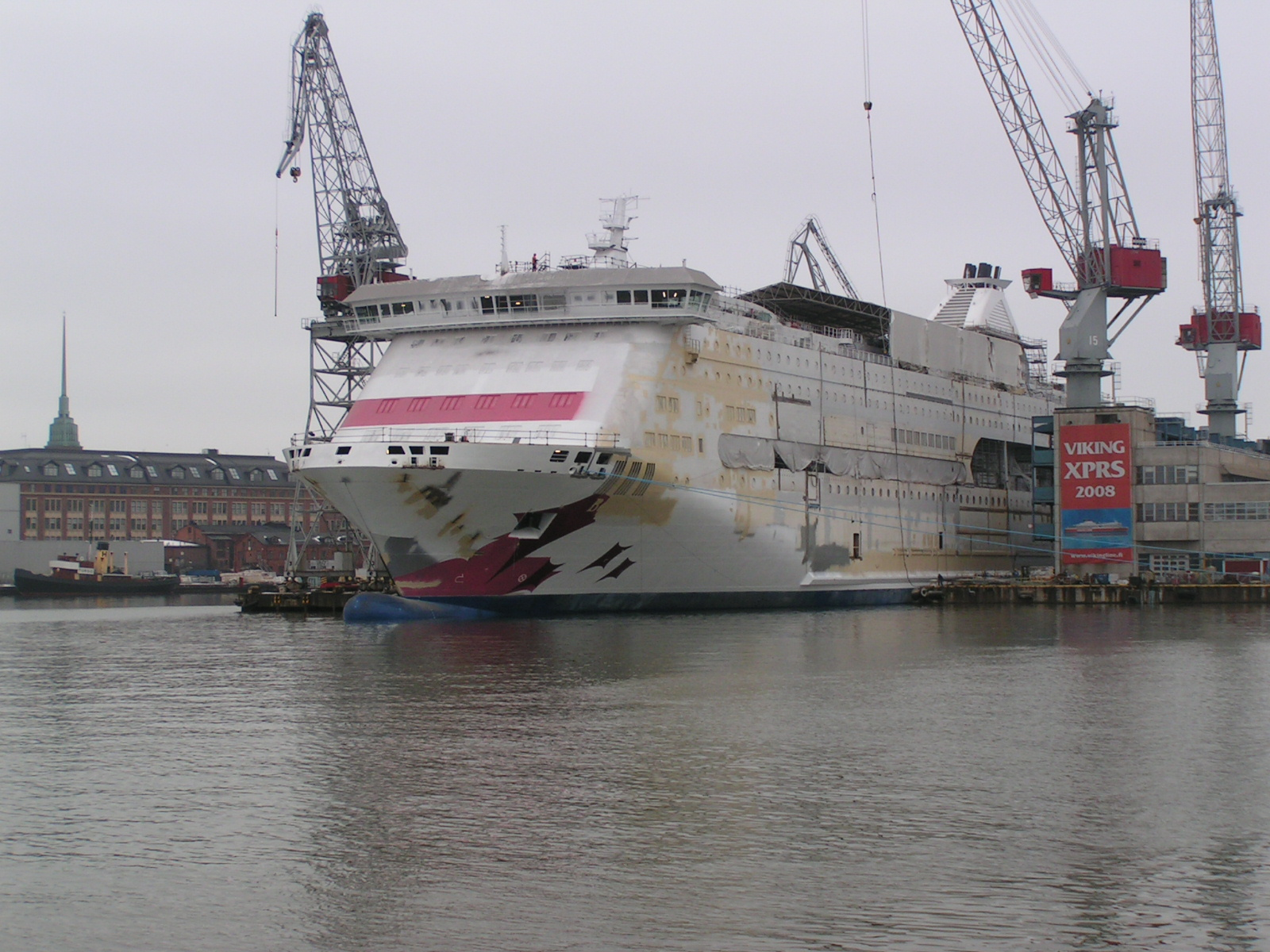
Baltic Princess строится на верфи в Хельсинки в марте 2008
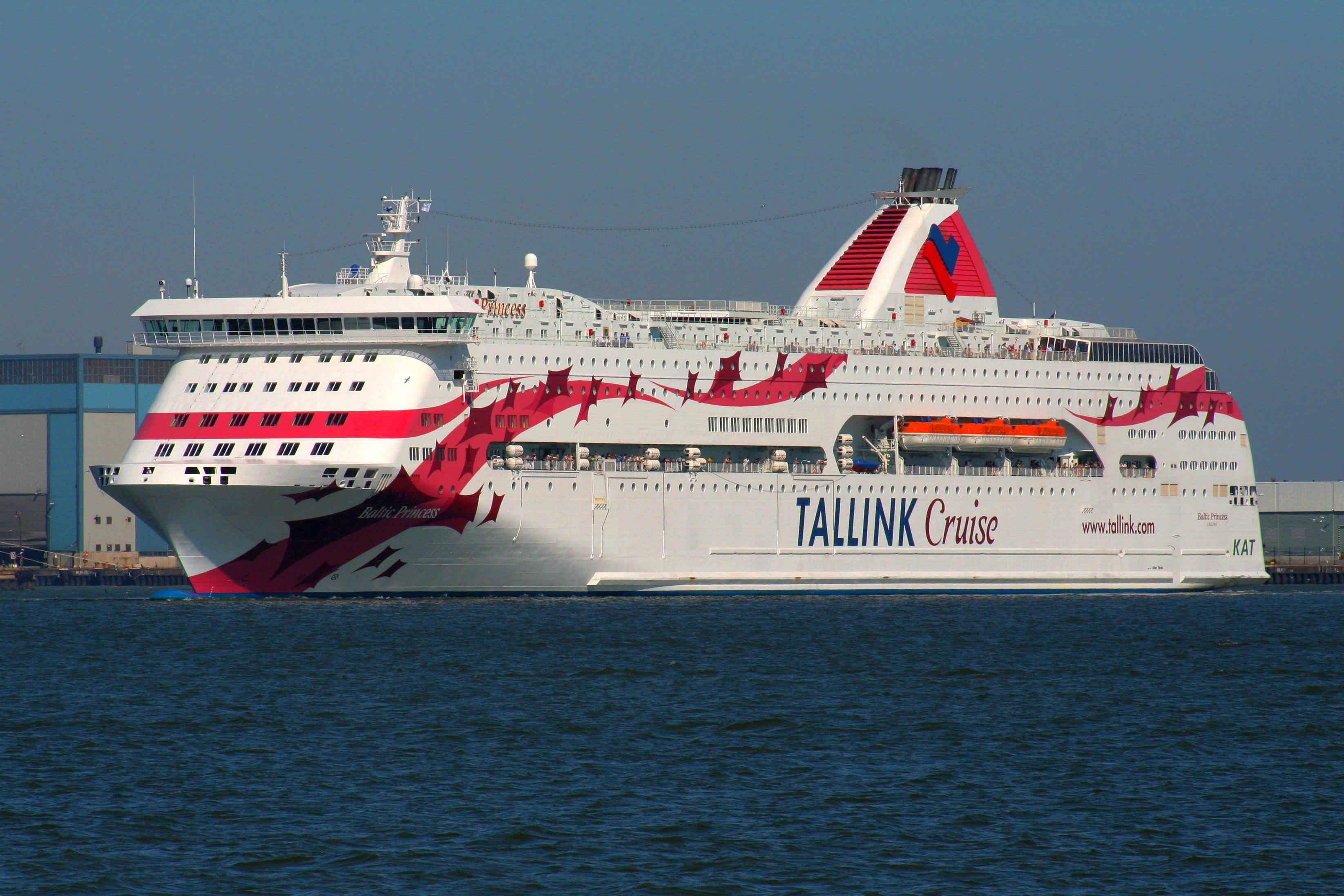
Baltic Princess следует задним ходом в Лянси Сатама (Западный порт Хельсинки)
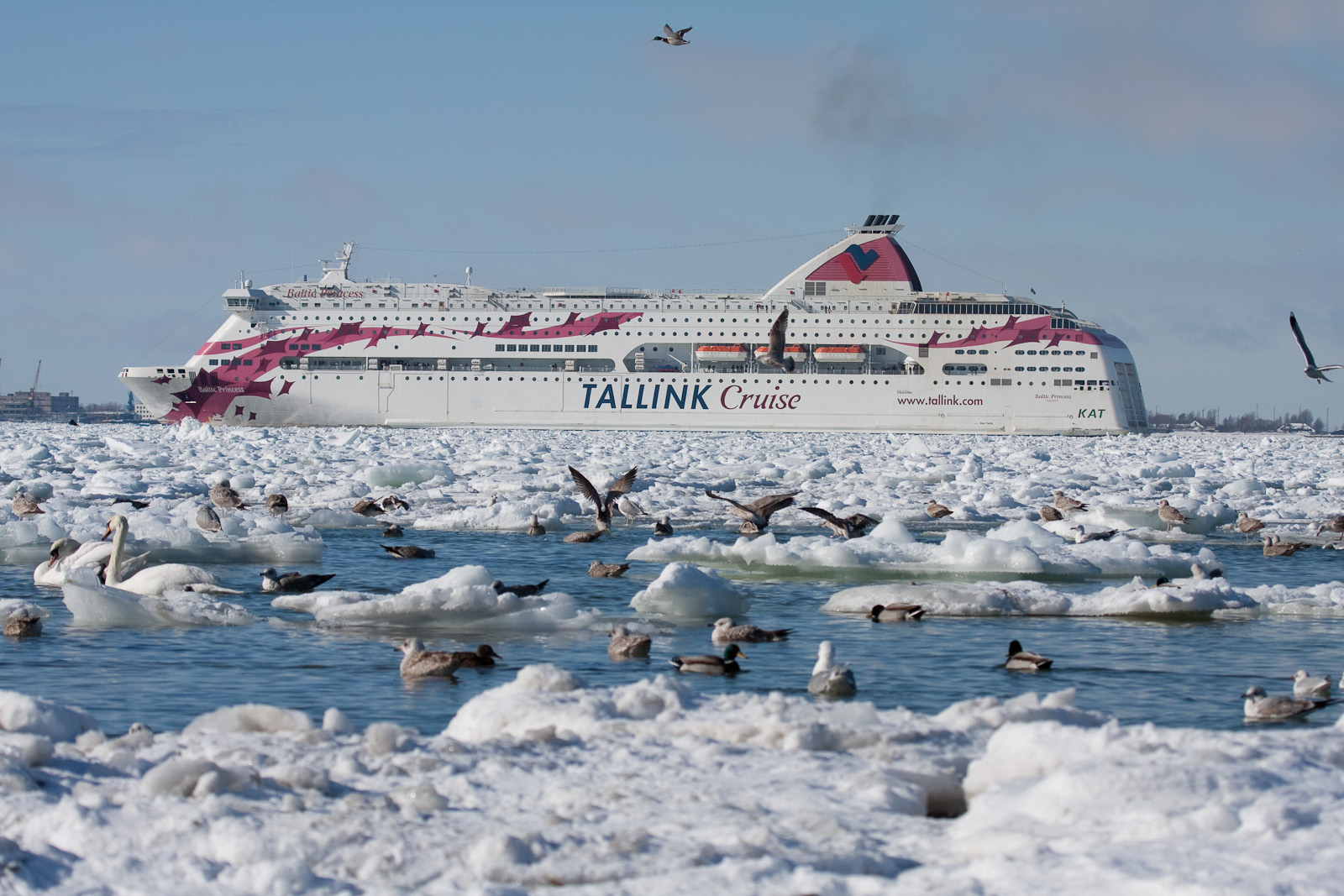
Ледовый класс 1A Super